# Tethygeneia opata
Tethygeneia opata är en kräftdjursart som först beskrevs av J. L. Barnard 1979.  Tethygeneia opata ingår i släktet Tethygeneia och familjen Eusiridae. Inga underarter finns listade i Catalogue of Life.